# Taxithelium suboctodiceras
Taxithelium suboctodiceras är en bladmossart som beskrevs av Brotherus och Jean Édouard Gabriel Narcisse Paris 1904. Taxithelium suboctodiceras ingår i släktet Taxithelium och familjen Sematophyllaceae. Inga underarter finns listade i Catalogue of Life.